# Vaterpolska reprezentacija Saudijske Arabije
Vaterpolska reprezentacija Saudijske Arabije predstavlja državu Saudijsku Arabiju u športu vaterpolu.

## Osvojena odličja

### Razvojni trofej FINA-e u vaterpolu
- 2011.:  zlato
- 2013.:  bronca
- 2017.:  srebro